# Cheyenne Jackson

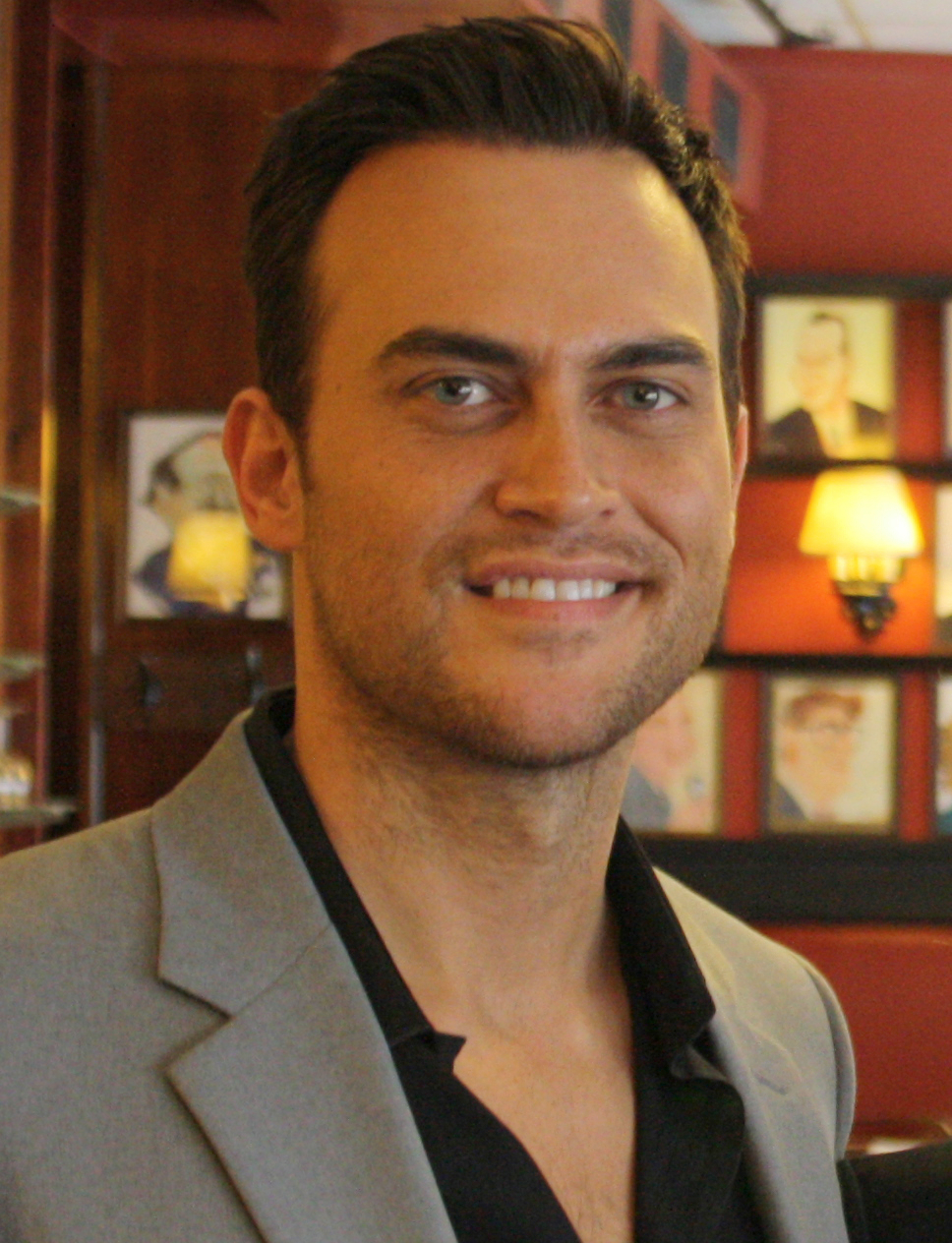
Cheyenne Jackson (2009)

Cheyenne Jackson (* 12. Juli 1975 in Newport, Washington) ist ein US-amerikanischer Sänger, Schauspieler und Musicaldarsteller.

## Biografie

### Film
Cheyenne Jacksons bislang bekannteste Filmrolle ist jene des US-amerikanischen Flugzeugpassagiers Mark Bingham in dem Oscar-nominierten Film Flug 93, der die Ereignisse des Fluges United 93 am 11. September 2001 nachzeichnet. Er erschien auch in dem Kurzfilm Curiosity.

### Bühne
Weitaus bekannter ist Cheyenne Jacksons Arbeit als Musicaldarsteller am New Yorker Broadway. Jackson debütierte als Zweitbesetzung beider männlicher Hauptrollen in dem Tony-prämierten Musical Thoroughly Modern Millie. Bald darauf wurde er als Zweitbesetzung des Radames in Aida verpflichtet. Weiterhin spielte er die Rolle des Matthew in der Off-Broadway-Produktion von Altar Boyz. 2005 bekam er schließlich seine erste Hauptrolle am Broadway in der Musical-Hommage an Elvis Presley: All Shook Up. Seine Darstellung brachte ihm durchwegs gute Kritiken sowie den Theatre World Award und zahlreiche Nominierungen der Drama League und der Outer Critics Circle Awards for Outstanding Lead Actor.
Im Juni 2007, weniger als eine Woche vor der Erstaufführung, bekam Jackson die Hauptrolle als Sonny in der Broadway-Produktion Xanadu. Er übernahm die Rolle von James Carpinello, der sich bei den Proben des Rollschuh-Musicals verletzt hatte. Für seine Leistung in Xanadu erntete er erneut zahlreiche Nominierungen. Auch Xanadu selbst war mehrfach für den Tony nominiert, unter anderem als „Best New Musical“.
2008 spielte Jackson mit Jane Krakowski und Sean Hayes (Will & Grace) in der New Yorker Aufführung von Damn Yankees.
Auf regionaler Ebene spielte Jackson unter anderem Rollen in der West Side Story, The Most Happy Fella, Children of Eden, Hair, Carousel und der Rocky Horror Show.
Im Mai 2022 erreichte Jackson als Prince im Finale der siebten Staffel des US-amerikanischen Ablegers von The Masked Singer den dritten Platz.
Für das Lied Do What You Gotta Do aus dem Soundtrack zu Descendants 3 – Die Nachkommen erhielt er 2024 in den USA eine Goldene Schallplatte.

### Internet
Jackson trat wiederholt in so genannten Webisoden von Online-Serien auf. Beispielsweise in Cubby Bernstein (im Rahmen der Xanadu-Promotion) an der Seite von Nathan Lane, in Legally Brown und in der The [Title of Show] Show.

## Persönliches

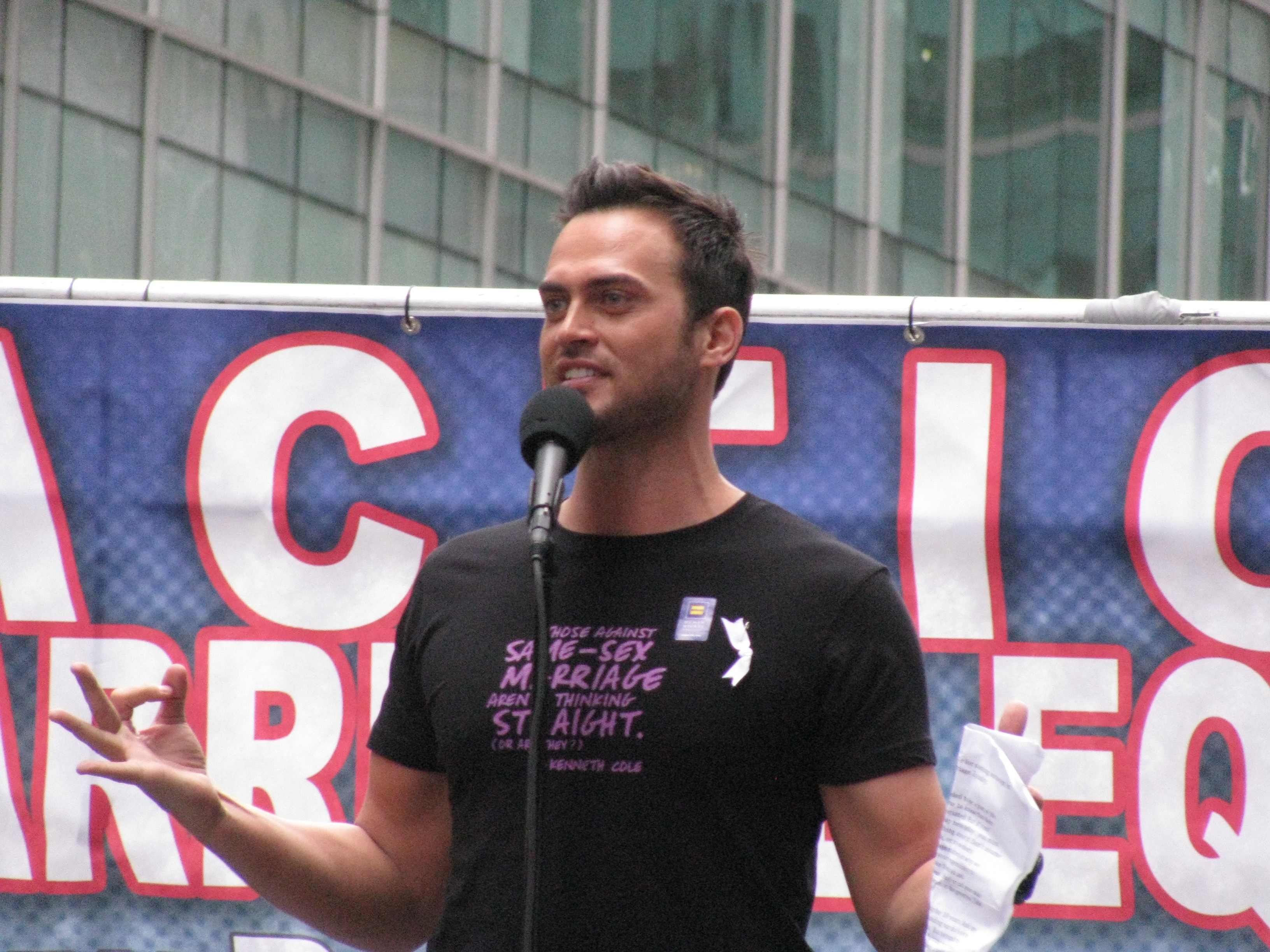
Jackson bei einer Demonstration in New York für gleichgeschlechtliche Ehen (Mai 2009)

Jackson lebt offen homosexuell. 2011 heiratete er nach elf Jahren Beziehung seinen Partner Monte Lapka. Ende Juli 2013 wurde bekannt, dass sich die beiden nach insgesamt 13 Jahren Beziehung getrennt haben.
Im Oktober 2013 gab Jackson bekannt, in einer Beziehung mit dem Schauspieler Jason Landau zu sein. Im Februar 2014 verlobten die beiden sich und heirateten im September 2014. Anfang Oktober 2016 wurden die beiden mithilfe einer Leihmutter Eltern von Zwillingen.
Er ist ein Verfechter der Schwulen- und Lesbenrechte und setzt sich hierbei für zahlreiche AIDS-Stiftungen ein, unter anderem AMFAR und Broadway Cares/Equity Fights AIDS. 2008 wurde er zum (schwulen) Entertainer des Jahres vom Out Magazine gewählt. Jackson hat väterlicherseits teilweise indigene Wurzeln, daher rührt auch sein Vorname.

## Filmografie (Auswahl)
- 2005: Curiosity
- 2006: Flug 93 (United 93)
- 2008: Family Practice (Fernsehfilm)
- 2008: Lipstick Jungle (Fernsehserie, Folge 2x08 Chapter Fifteen: The Sisterhood of the Traveling Prada)
- 2009: Alles Betty! (Ugly Betty, Fernsehserie, Folge 3x17 Sugar Daddy)
- 2009–2013: 30 Rock (Fernsehserie, 12 Folgen)
- 2009–2014: Glee (Fernsehserie, Dustyn Goolsby, 3 Folgen)
- 2010: Hysteria
- seit 2012: Local Talent (Fernsehserie)
- 2013: Liberace – Zu viel des Guten ist wundervoll (Behind the Candelabra)
- 2015–2018: American Horror Story (Fernsehserie, 43 Episoden)
- 2017: Sense8 (Fernsehserie, Folge 2x10)
- 2018: Modern Family (Fernsehserie, Folge 9x13)
- 2019: Descendants 3 – Die Nachkommen
- 2020: Julie and the Phantoms (Fernsehserie, 4 Folgen)
- 2021–2023: Call Me Kat (Fernsehserie, 13 Folgen)
- 2021: Werewolves Within
- 2024: Borderlands

## Theaterauftritte
Theater New York
| Jahr | Titel                    | Rolle                                             | Theater                        |
| ---- | ------------------------ | ------------------------------------------------- | ------------------------------ |
| 2008 | Damn Yankees             | Joe Hardy                                         | New York City Center Encores!  |
| 2007 | Xanadu                   | Sonny Malone (Original)                           | Helen Hayes Theatre            |
| 2006 | The Agony and The Agony  | Chet                                              | Vineyard Theatre               |
| 2005 | The 24 Hour Plays        | Kevin                                             | American Airlines Theatre      |
| 2005 | On the Twentieth Century | „Life is Like a Train“ Porter                     | New Amsterdam Theater          |
| 2005 | All Shook Up             | Chad (Original)                                   | Palace Theatre                 |
| 2004 | Altar Boyz               | Matthew                                           | Puerto Rican Traveling Theatre |
| 2003 | Aida                     | Radames (Zweitbesetzung)                          | Palace Theater                 |
| 2002 | Thoroughly Modern Millie | Jimmy Smith / U/S Trevor Graydon (Zweitbesetzung) | Marquis Theater                |

Weitere Theaterauftritte
| Titel                 | Rolle     | Theater                     |
| --------------------- | --------- | --------------------------- |
| The Rocky Horror Show | Rocky     | 5th Avenue Theatre, Seattle |
| Hair                  | Berger    | 5th Avenue Theatre, Seattle |
| West Side Story       | Tony      | Village Theatre             |
| Beowulf               | Beowulf   | Seattle Repertory Theatre   |
| Damn Yankees          | Joe Hardy | Civic Light Opera           |
| Carousel              | Billy     | Civic Light Opera           |
| South Pacific         | Lt. Cable | Carousel Players            |